# Ectropothecium engleri
Ectropothecium engleri är en bladmossart som beskrevs av Brotherus 1897. Ectropothecium engleri ingår i släktet Ectropothecium och familjen Hypnaceae. Inga underarter finns listade i Catalogue of Life.